# Wiesław Małyszko
Wiesław Małyszko (ur. 7 grudnia 1970 w Radziechowach) – polski bokser, olimpijczyk z Barcelony 1992.
Zawodnik walczący w wadze półśredniej. W trakcie kariery sportowej reprezentował kluby:
- Góral Żywiec w latach 1984–1987,
- GKS Jastrzębie w latach 1987–1990 i 1993–1995,
- Hetman Białystok w latach 1991–1992.

Indywidualny mistrz Polski w latach 1991–1994 oraz drużynowy w roku 1992.
Uczestnik mistrzostw świata w roku 1993 i mistrzostw Europy w 1991 roku.
Na igrzyskach w Barcelonie wystartował w wadze półśredniej odpadając w eliminacjach.